# Нерей (глубоководный аппарат)
«Нерей» (англ. Nereus) — беспилотный роботизированный телеуправляемый глубоководный аппарат. Управление и прием информации осуществляются с надводного корабля через оптоволоконный кабель. Оснащён металлическим манипулятором для сбора образцов подводного грунта и алюминиевой корзиной для их хранения. Три двигательных установки получают электропитание от литий-ионных аккумуляторов. Две видеокамеры с приводами позволяют получать панорамное изображение окрестности аппарата.

## Исследования
В апреле 2014 г. глубоководный аппарат Нерей исследовал океанический жёлоб Кермадек в Тихом океане
глубиной более 10 тыс. метров.

## Потеря аппарата
10 мая 2014 года около 14 часов местного времени Нерей был потерян при погружении на 9900 м в жёлоб Кермадек.